# Piotr Witkowski (muzyk)
Piotr "Mintay" Witkowski (ur. 14 sierpnia 1966 w Warszawie) – polski gitarzysta basowy.
Od 1990 związany z Collage, początkowo jako techniczny, gitara akustyczna i chórki, od 1992, jako basista i sporadycznie akordeon. Nagrał z Collage trzy płyty studyjne: „Nine Songs of John Lennon” (1993); „Moonshine” (1994); „Safe” (1996). Album „Moonshine” nagrany dla holenderskiej wytwórni S.I.Music, w 1995 ukazał się nakładem Roadrunner Records, ukazał się m.in. również w Japonii i Korei.
W latach 1996–1999 wraz z innymi członkami Collage znalazł się w zespole Anity Lipnickiej, z którą występował podczas tras koncertowych promujących dwa pierwsze albumy solowe „Wszystko się może zdarzyć” i „To co naprawdę”. W 1998 roku nagrał i współprodukował pierwszy solowy album gitarzysty Collage Mr. Gil „Alone”. W latach 1999–2000 grał w zespole Ananke. Od 2003 po reaktywacji i rozpadzie Collage, wycofał się z działalności muzycznej. W 2013 powrócił do grania w reaktywowanym po 10 latach Collage. Obecnie mieszka w Warszawie z żoną i dwójką dzieci.

## Dyskografia
- Collage "Nine Songs of John Lennon" (SPV Poland 1993; Ars Mundi 1995; Apollon Japan 1995; Si Wan Records Korea 1996)
- Collage "Moonshine" (SI Music Holland 1994; Metal Mind Records 1994; SI Music/Roadrunner Holland 1995; Apollon Japan 1996; Ji Gu Records Korea 1996; Roadrunner Japan 1996)
- Collage ”Changes” (Ars Mundi 1995 – dystryb. w Japonii: Marquee)
- Collage "Safe" (Ars Mundi 1996 – dystryb. w Japonii: Marquee)
- Sweet Joy ”Sweet Joy” (Columbia 1998)
- Mr. Gil „Alone” (Ars Mundi 1998)
- Ananke ”Radio Ty i ja” (Ananke 2000 – SP)
- Ananke ”Tak niewiele” (Ananke 2000 – SP)
- Collage ”Living in the Moonlight” (Metal Mind Records 2004 – DVD)